# 瓦尔泽杜
瓦尔泽杜是巴西巴伊亚州的一个市镇。总面积167.003平方公里，总人口8681人，人口密度52人/平方公里。